# Ley de D-cuadrado
La ley d-cuadrado o ley {\displaystyle d^{2}} es una relación entre el diámetro y el tiempo para una pequeña gota esférica aislada cuando se evapora de forma casi constante, que fue observada por primera vez por Boris Sreznevsky en 1882, y fue explicado por Irving Langmuir en 1918. Si {\displaystyle d(t)} y {\displaystyle t} son el diámetro de la gota y el tiempo, entonces la ley {\displaystyle d^{2}} se refiere a la relación
{\displaystyle d_{0}^{2}-d^{2}=K(t-t_{0}),}
donde {\displaystyle t_{0}} es el tiempo inicial, {\displaystyle d_{0}=d(t_{0})} es el diámetro inicial de la gota y {\displaystyle K} se denomina constante de evaporación.